# 1958 en musique
| \| • Retour à la chronologie générale de la musique populaire • \| |
| XXIe siècle • XXe siècle • XIXe siècle • XVIIIe siècle XVIIe siècle • XVIe siècle • XVe siècle • XIVe siècle XIIIe siècle • XIIe siècle • XIe siècle • Xe siècle IXe siècle • VIIIe siècle • Haut Moyen Âge • Rome • Grèce |
| • Retour à la chronologie générale de la musique populaire • |

| • Retour à la chronologie générale de la musique populaire • |

| Années de la musique populaire : 1955 - 1956 - 1957 - 1958 - 1959 - 1960 - 1961    |
| Décennies de la musique populaire : 1920 - 1930 - 1940 - 1950 - 1960 - 1970 - 1980 |

Cet article présente les faits marquants de l'année 1958 en musique.

## Événements
- du 3 au 15 janvier : Léo Ferré est sur la scène de Bobino, où il obtient son premier grand succès auprès du public.
- 1er août : film musical King Creole mettant en vedette Elvis Presley.
- 17 novembre : Création d'Alvin et les Chipmunks, le premier groupe virtuel de l'histoire de la musique avec la sortie de la chanson The Chipmunk Song.

## Disques sortis en 1958
- Albums sortis en 1958
- Singles sortis en 1958

## Succès de l'année en France
- The Platters : Only You (And You Alone)
- Dalida : Gondolier
- Annie Cordy : Hello, le soleil brille
- Kalin Twins : When

## Succès internationaux de l’année
Cette liste présente, par ordre alphabétique, les trente titres ayant eu le plus de succès dans les charts internationaux en 1958.
- Billy Vaughn : Sail along silvery moon
- Champs : Tequila
- Chuck Berry : Johnny B. Goode
- Chuck Berry : Sweet Little Sixteen
- Connie Francis : Who's sorry now?
- Conway Twitty : It's only make believe
- David Seville : Witch Doctor
- Dean Martin : Return to me
- Dean Martin : Nel blu dipinto di blu
- Domenico Modugno : Nel blu dipinto di blu
- Eddie Cochran : Summertime Blues
- Elegants : Little star
- Elvis Presley : One Night
- Elvis Presley : I Got Stung
- Elvis Presley : Don't
- Elvis Presley : Hard Headed Woman
- Kalin Twins : When
- Mitch Miller : March from the River Kwai
- Peggy Lee : Fever
- Perez Prado : Patricia
- Perry Como : Catch a falling star
- Perry Como : Magic moments
- Ritchie Valens : La bamba
- The Coasters : Yakety Yak
- The Everly Brothers : All I have to do is dream
- The Everly Brothers : Bird dog
- The Kingston Trio : Tom Dooley
- The Platters : Twilight time
- The Teddy Bears : To know him is to love him
- Tommy Edwards : It's all in the Game

## Récompenses
- États-Unis : 1re édition des Grammy Awards
- Europe : Concours Eurovision de la chanson 1958

## Formations de groupes
- Groupe de musique formé en 1958

## Naissances
- 28 février : Jeanne Mas, chanteuse et actrice française.
- 1er mars : Nik Kershaw, chanteur anglais.
- 2 mai : Mayumi Horikawa, auteur-compositeur-interprète japonaise.
- 17 mai : Paul Di'Anno, musicien britannique, ancien chanteur du groupe Iron Maiden († 21 octobre 2024).
- 23 mai : François Feldman, auteur-compositeur-interprète français.
- 7 juin : Prince, chanteur, producteur, compositeur et musicien de funk et de pop américain († 21 avril 2016).
- 30 juillet : Kate Bush, auteur-compositeur-interprète et danseuse britannique.
- 8 août : Francis Lalanne, auteur-compositeur-interprète français.
- 16 août : Madonna, chanteuse et actrice américaine.
- 29 août : Michael Jackson, chanteur et danseur américain († 25 juin 2009).
- 18 septembre : Rachid Taha, chanteur algérien († 12 septembre 2018).
- 22 septembre : 
  - Joan Jett, chanteuse américaine
  - Andrea Bocelli, chanteur italien.
- 20 octobre : Patrick Saint-Éloi, auteur-compositeur-interprète français de zouk († 18 septembre 2010).
- ? :
  - Pierluigi Castellano, musicien, compositeur et journaliste italien.

## Décès
- 14 août :  Big Bill Broonzy, guitariste et chanteur de blues américain (date de naissance incertaine).